# Hŭiyang
Hŭiyang lub Hŭiyang san – koreańska szkoła sŏn, jedna z tzw. dziewięciu górskich szkół sŏn.
Szkoła ta została założona przez mistrza sŏn Chisŏna Tohŏna (824–882). Był prawnukiem w Dharmie mistrza Pŏmnanga, który w VII wieku wprowadził sŏn do Korei. Tym samym była to najstarsza linia przekazu koreańskiego sŏn. Chisŏn był spadkobiercą Dharmy Hyeŭna, którego linia przekazu Dharmy pochodziła od Czwartego Patriarchy Daoxina.
Gdy król Kyŏngmun zażyczył sobie jego przybycia na dwór królewski, Chisŏn odmówił i udał się do klasztoru Allak na górze Hyŏngye.
Głównym klasztorem szkoły był Pongam w Mun'gyŏng.

## Linia przekazu Dharmy zen
Pierwsza liczba oznacza liczbę pokoleń mistrzów od 1 Patriarchy indyjskiego Mahakaśjapy.
Druga liczba oznacza liczbę pokoleń od 28/1 Bodhidharmy, 28 Patriarchy Indii i 1 Patriarchy Chin.
Trzecia liczba oznacza początek nowej linii przekazu w danym kraju.
Szkoła Dongshan (Wschodniej Góry)
- 31/4 Daoxin (579–651) – Czwarty Patriarcha szkoły chan.
  - 32/5/1 Pŏmnang (bd) – przebywał na górze Hogŏ
    - 33/6/2 Sinhaeng (704–779)
      - 34/7/3Chunbŏm (bd)
        - 35/8/4 Hyeŭn (bd)

Szkoła hŭiyang
- 36/9/5 Chisŏn Tohŏn (824–882) – uczeń Hyeŭna
  - 37/10/6 Minhyu (bd)
  - 37/10/6 Kyehwi (bd)
  - 37/10/6 Yangbu lub Simchung ?
    - 38/11/7 Ch'ŏngjin Kŭngyang (878–956)

W 879 r. Chisŏn wybudował klasztor Pong'am (istniejący do dziś) na górze Hŭiyang w Mungyŏng, który stał się główną świątynią szkoły, po odbudowaniu go przez Ch'ŏngjina w 935 r. 
Mistrzem sŏn, który został zaordynowany w Bong'am sa, jednym z klasztorów szkoły, był Wŏnjin Sŭnghyang (1171–1221). W 1214 r. przybył on do klasztoru Pogyŏng, który został przez niego rozbudowany, aby moc pomieścić wszystkich uczniów.
W 1356 r. wszystkie szkoły sŏn zostały zjednoczone pod nazwą chogye przez wybitnego mistrza sŏn T'aego Poŭ (1301–1382).
Bibliografia:
- Robert E. Buswell, Jr. The Korean Approach to Zen: the Collected Works of Chinu. 1983
- Mu Soeng Sunim. Thousand Peaks. Korean Zen - Traditions & Teachers. Primary Point Press. Cumberland, 1991 ISBN 0-942795-02-4
- Red. Lewis R. Lancaster i C.S. Yu. Assimilation of Buddhism in Korea. Religious Maturity and Innovation in the Silla Dynasty. Asian Humanities Press. 1991 ISBN 0-89581-889-2
- Chung Byung-jo. History of Korean Buddhism. Jimoondang. Seul, 2007 ISBN 978-89-88095-24-9